# 旺報
旺報（おうほう、英名：Want Daily）は、台湾の日刊紙で、主に中国大陸報道を専門とする新聞である。
中国の旺旺グループと台湾の中国時報が共同出資する形で2009年8月11日に台北で創刊された。タブロイド版で1部5元（ニュー台湾ドル）。キャッチフレーズは「台湾優先、両岸第一」。